# Milan Obradović
Milan Obradović (serbisch-kyrillisch Милан Обрадовић; * 3. August 1977 in Belgrad) ist ein ehemaliger serbischer Fußballspieler und nunmehriger -trainer.

## Karriere

### Vereine
Milan Obradović begann seine Profikarriere bei Lokomotive Moskau, wo er von 2001 bis 2003 aktiv war. In der Bundesliga-Saison 2003/04 absolvierte er acht Spiele für Borussia Mönchengladbach, weitere Stationen waren Metalist Charkiw und Arsenal Kiew aus der Ukraine sowie die beiden Belgrader Vereine Partizan und OFK.

### Nationalmannschaft
Obradović gab sein Länderspieldebüt für die jugoslawische Nationalmannschaft, als er am 6. Juni 2001 beim WM-Qualifikationsspiel gegen die färöische Nationalmannschaft in der zweiten Halbzeit eingewechselt wurde. Jugoslawien gewann das Spiel mit 6:0, konnte sich aber trotzdem nicht für die Weltmeisterschaft 2002 qualifizieren. Für Obradović blieb es sein einziges Länderspiel.

### Trainer
Von Juli bis September 2016 war Milan Obradović Trainer beim FC Koper.